# Баранов Сергій Миколайович
Сергі́й Микола́йович Бара́нов (26.02.1981) — український військовослужбовець, бригадний генерал, начальник Головного управління ракетних військ і артилерії та безпілотних систем Генерального штабу ЗСУ (2023—2024), Міністерство оборони України (2024 по т.ч.), учасник російсько-української війни.

## З життєпису
Від березня 2015 року — командир 44-ї окремої артилерійської бригади, що дислокується в Тернополі. З червня 2016 р. розпочав відновленням військового містечка в Теребовлі та Чорткові.

## Нагороди
За особисту мужність і героїзм, виявлені у захисті державного суверенітету та територіальної цілісності України, вірність військовій присязі під час російсько-української війни нагороджений:
- орден Богдана Хмельницького ІІI ступеня
- у жовтні 2015-го — церковною медаллю «За вірність традиціям» І ступеня.